# Pusterwald
Pusterwald è un comune austriaco di 478 abitanti nel distretto di Murtal, in Stiria.